# Paragiopagurus fasciatus
Paragiopagurus fasciatus is een tienpotigensoort uit de familie van de Parapaguridae. De wetenschappelijke naam van de soort is voor het eerst geldig gepubliceerd in 2003 door Lemaitre & Poupin.